# Clube do Balanço
O Clube do Balanço é um grupo musical brasileiro de samba-rock, fundado em 1999. Liderado por Marco Mattoli, que divide os vocais com Tereza Gama, o grupo lançou em 2001, o seu primeiro álbum Swing & Samba-rock com a participação de Paula Lima, Ivo Meirelles, Seu Jorge, os irmãos Wilson Simoninha e Max de Castro, Marku Ribas, Bebeto, Luís Vagner e Erasmo Carlos.
Em 2005 veio o segundo disco - Samba Incrementado - mais autoral e sem participações. Em julho de 2009 o Clube do Balanço lançou seu terceiro álbum Pela Contramão, as 12 canções que compõem o disco são totalmente autorais e têm umas pitadas de jazz e soul. O álbum Menina da Janela de 2014, traz uma parceria com o sambista Nei Lopes, co-autor de "Time contra". Em 2022, morre Marco Matoli, em 2024, a banda lança Cadê Tereza?
contendo oito  temas instrumentais.

## Discografia
- 2001 - Swing & samba-rock - Regata/Jam Music
- 2005 - Samba incrementado - MCD
- 2009 - Pela Contramão - Yb music
- 2014 - Menina da Janela - Yb music
- 2019 - Balanço na quebrada - Yb music
- 2024 - Cadê Tereza? - Yb music